# Sena Madureira
Sena Madureira este un oraș în unitatea federativă Acre (AC) din Brazilia. La recensământul din 2007, localitatea Sena Madureira a avut o populație de 34,230 de locuitori. Sena Madureira are suprafața de 25,278 km².